# Фронт (фільм, 1943)
«Фронт» — радянський чорно-білий військовий художній фільм, знятий режисерами Георгієм Васильєвим, Сергієм Васильєвим в умовах евакуації під час Німецько-радянської війни на Центральній Об'єднаній кіностудії художніх фільмів (ЦОКС) в 1943 році за однойменною п'єсою Олександра Корнійчука. П'єса «Фронт» була написана Корнійчуком за особистою вказівкою і з правкою Йосипа Сталіна. Зйомки проводилися в місті Алма-Аті. Прем'єра фільму відбулася 27 грудня 1943 року. Фільм був відновлений і переозвучений в 1975 році.

## Сюжет
Фільм оповідає про протистояння двох головних героїв — генералів Червоної Армії Горлова і Огнєва, представників старого і молодого, про необхідність зміни поколінь у вищих командних посадах Червоної армії. Командувач фронтом Горлов — воєначальник, який пройшов громадянську війну, нездатний застосовувати в боротьбі з фашистами нові методи ведення бою, що призводить до загибелі величезної кількості радянських солдатів і офіцерів. Йому протистоїть генерал Огнєв — уособлення мужності, розуму, сили духу і військової витримки.

## У ролях
- Борис Жуковський — Горлов Іван, командувач фронтом
- Борис Бабочкін — Огнєв, командувач армією
- Павло Герага — Колос, командир кавгрупи
- Борис Дмоховський — Благонравов, начальник штабу фронту
- Василь Ванін — Хрипун, начальник зв'язку фронту
- Борис Чирков — Удівітельний, начрозвідвідділу штабу фронт
- Лев Свердлін — Гайдар, член Військової ради
- Павло Волков — Горлов Мирон, директор авіазаводу
- Микола Крючков — Горлов Сергій, гвардії лейтенант
- Борис Блінов — Остапенко, гвардії сержант
- Марія Пастухова — Маруся, санітарка
- Анатолій Алексєєв — епізод
- Жагда Огузбаєв — Шаяхметов
- Н. Костов — Гомелаурі
- Олексій Чепурнов — Башликов
- Анна Пєтухова — Маруся, санітарка
- Андрій Апсолон — радист
- Володимир Гремін — офіцер штабу Огнєва
- Євген Немченко — Вася
- Петро Соболевський — полонений німець
- Федір Федоровський — ад'ютант Горлова
- Олександр Ільїнський — Свєчка
- Віктор Кулаков — епізод
- Олександр Костомолоцький — перекладач
- Олександр Антонов — начальник постачання
- Микола Степанов — епізод
- Гліб Рождественський — епізод

## Знімальна група
- Режисери — Георгій Васильєв, Сергій Васильєв
- Сценаристи — Георгій Васильєв, Сергій Васильєв, Олександр Корнійчук
- Оператор — Аполлінарій Дудко
- Композитор — Гавриїл Попов
- Художник — Борис Дубровський-Ешке